# Diocèse de Montauban
Le diocèse de Montauban (en latin : Dioecesis Montis Albani) est un diocèse de l'Église catholique situé dans le Sud-Ouest de la France, dans le département de Tarn-et-Garonne, dont Montauban est le chef-lieu.

## Histoire

### Création
Ce diocèse est créé le 11 juillet 1317 par le pape Jean XXII, avec pour siège la ville alors récente de Montauban, fondée en 1144 par le comte de Toulouse Alphonse Jourdain. 
Le territoire de ce diocèse est constitué à partir de paroisses du nord du diocèse de Toulouse, lui-même érigé en archidiocèse en 1317, et de la paroisse de Montauban, relevant jusque-là du diocèse de Cahors.
L'évêque de Montauban est suffragant de l'archevêque de Toulouse.

### Moyen Âge et époque moderne (1317-1789)
Le diocèse de Montauban connait des vicissitudes durant la période des guerres de religion, Montauban étant un bastion du calvinisme en France.
Ce n'est qu'en 1629, après la prise de La Rochelle par Richelieu (1628) et la soumission (sans combat) de Montauban, que le culte catholique est rétabli dans la ville.

### Le territoire du diocèse en 1789
À la veille de la Révolution française, le diocèse de Montauban jouxte : 
- au nord, le diocèse de Cahors, suffragant d'Albi ;
- à l'est, l'archidiocèse d'Albi ;
- au sud, l'archidiocèse de Toulouse et le diocèse de Lombez ;
- à l'ouest, le diocèse de Lectoure.

### Patrimoine diocésain d'Ancien Régime

#### Les cathédrales successives
La première cathédrale est l'église Saint-Théodard, détruite durant la période calviniste. À partir de 1629, c'est l'église Saint-Jacques qui fait fonction de cathédrale, jusqu'à la consécration en 1739 d'un nouvel édifice, l'église Notre-Dame-de-l'Assomption de Montauban (placée sous le patronage de la Vierge Marie), dont la construction a commencé en 1692 (sept ans après la révocation de l'édit de Nantes).

#### La résidence épiscopale de Montauban
La résidence de l'évêque de Montauban est, de 1680 à 1790, le palais épiscopal, aujourd'hui musée Ingres-Bourdelle.

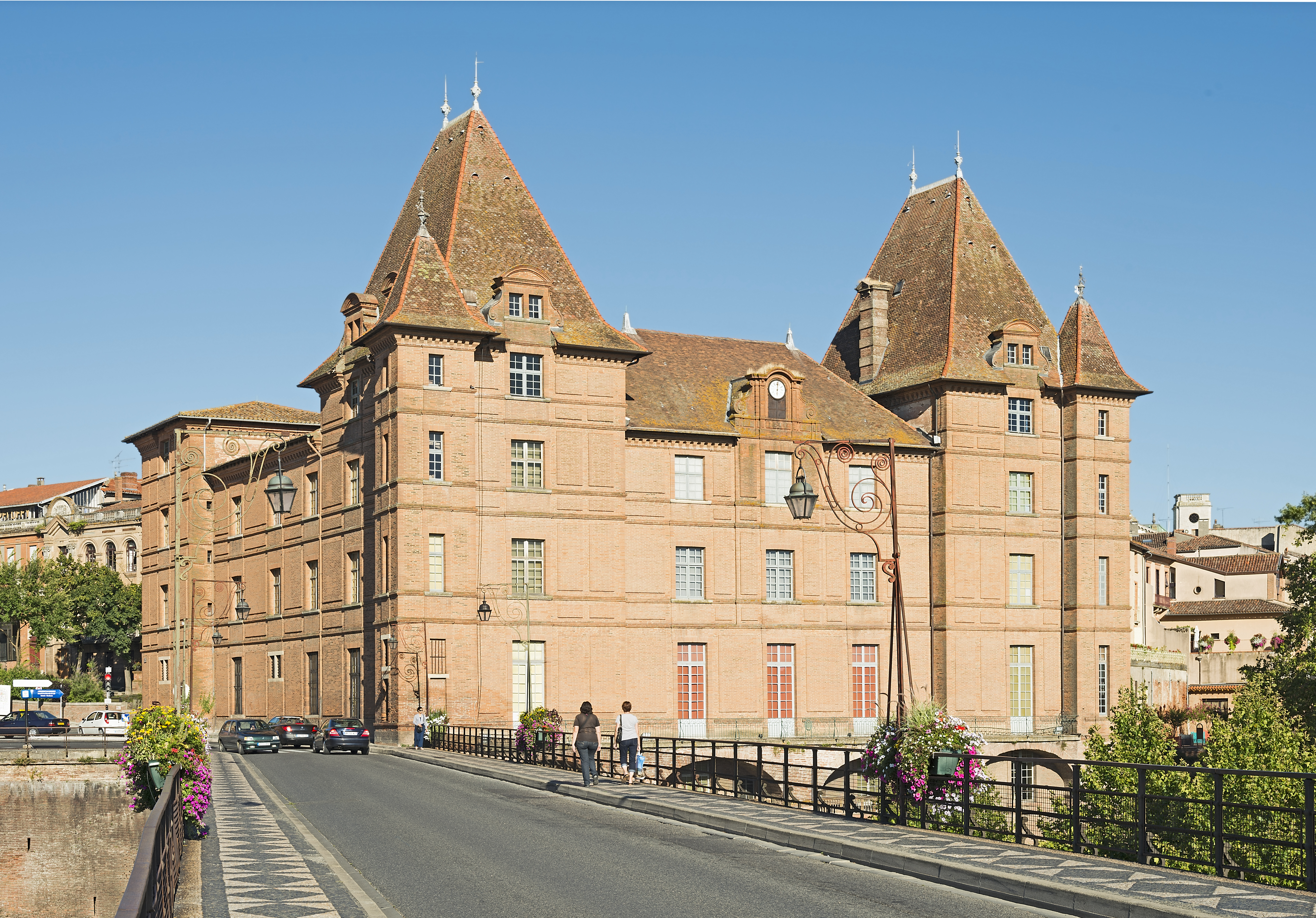
La musée Ingres de Montauban, palais épiscopal de 1680 à 1790.

### Période de la Révolution et de l'Empire
Le diocèse de Montauban est supprimé en 1790 étant donné que Montauban n'est pas chef-lieu d'un des 83 départements créés en mars 1790 par l'Assemblée nationale constituante au début de la Révolution, mais seulement chef-lieu d'un district du département du Lot. La constitution civile du clergé (novembre 1790) établit en effet un évêché par département.
Cependant, pour le pape, qui ne reconnait pas la constitution civile du clergé, il existe toujours un diocèse de Montauban. C'est après la période de déchristianisation des années 1792-1799 et le coup d'État du 18 Brumaire (novembre 1799) que le Premier Consul Napoléon Bonaparte rétablit des relations avec le pape. En 1801 est signé le concordat qui, en ce qui concerne la France, entérine l'identité territoriale des diocèses et des départements (ainsi que la rémunération par l'État des évêques et des curés).
En 1808, sous le Premier Empire, est créé le département de Tarn-et-Garonne. Un évêque est rétabli à Montauban en 1822. Le territoire du nouveau département vient principalement des départements du Lot et de Haute-Garonne.